# Stefan Homburg

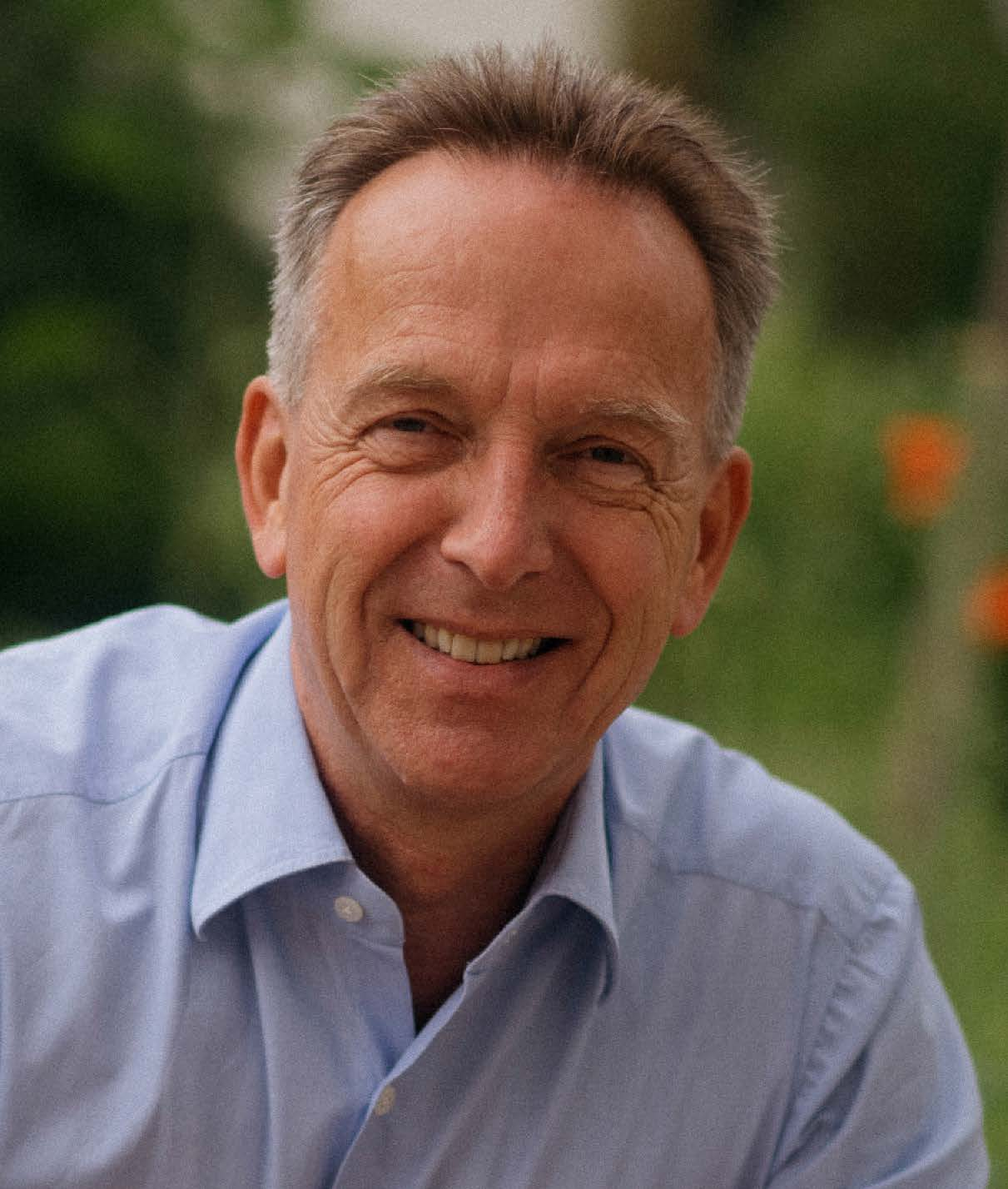
Stefan Homburg (2021)

Stefan Homburg (* 10. März 1961 in Hellersen) ist ein deutscher Finanzwissenschaftler. Er ist pensionierter Professor für Öffentliche Finanzen und war von 1997 bis 2021 Direktor des Instituts für Öffentliche Finanzen der Leibniz Universität Hannover.
Einer breiteren Öffentlichkeit bekannt wurde er während der COVID-19-Pandemie durch seine umstrittene Kritik an den Regierungsmaßnahmen und die Verbreitung von Falschinformationen.

## Biografie
Homburg legte 1980 am Düsseldorfer Lessing-Gymnasium sein Abitur ab. Er wurde Stipendiat der Studienstiftung des deutschen Volkes und begann sein Studium der Volkswirtschaftslehre, Mathematik und Philosophie an der Universität zu Köln.
Im dritten Semester schrieb er gemeinsam mit seinem späteren Doktorvater Bernhard Felderer das Lehrbuch Makroökonomik und neue Makroökonomik, das 1984 erstmals veröffentlicht wurde, bis 2005 in neun Auflagen und sechs Fremdsprachen erschien. 1985 machte er in Köln seinen Abschluss als Diplom-Volkswirt. Von 1985 bis 1989 war er Wissenschaftlicher Mitarbeiter bzw. Wissenschaftlicher Assistent in Köln, von 1989 bis 1990 Akademischer Rat in Dortmund.
Im Jahre 1987 wurde er von der Universität zu Köln mit dem Prädikat summa cum laude zum Dr. rer. pol. promoviert. Seine Dissertation erschien 1988 unter dem Titel Theorie der Alterssicherung. 1991 folgten die Habilitation und die venia legendi für Volkswirtschaftslehre. Homburg war von 1990 bis 1992 Professor für Wirtschaftstheorie an der Universität Bonn. Von 1992 bis 1997 übernahm er den Lehrstuhl für Finanzwissenschaft an der Universität Magdeburg. In Magdeburg wurde er für die Amtszeit von 1993 bis 1995 zum Mitglied des Landesausschusses der Ärzte und Krankenkassen des Landes Sachsen-Anhalt gewählt.
Von 1997 bis zum vorzeitigen Eintritt in den Ruhestand 2021 war Homburg Professor für öffentliche Finanzen an der Universität Hannover. Rufe an die Universität Tübingen und die Universität zu Köln lehnte er ab. Seine Schwerpunkte in Forschung und Lehre waren Steuerlehre und Steuerrecht, Makroökonomik, Finanzausgleich und Sozialpolitik. 1997 erschien sein steuerwissenschaftliches Lehrbuch Allgemeine Steuerlehre. Von 1999 bis 2007 hatte Homburg das Amt des Dekans der Wirtschaftswissenschaftlichen Fakultät der Universität Hannover inne.
Zwischen 1996 und 2003 war Homburg Mitherausgeber der Vereinszeitschriften des Vereins für Socialpolitik, und zwar von 1996 bis 1999 der Zeitschrift für Wirtschafts- und Sozialwissenschaften sowie von 2000 bis 2003 der Perspektiven der Wirtschaftspolitik.
Als parteiloser Wissenschaftler beriet Homburg den Bundestag in Anhörungen des Finanzausschusses, des Haushaltsausschusses und des Rechtsausschusses. 1996 berief ihn Bundesfinanzminister Theo Waigel in den Wissenschaftlichen Beirat beim Bundesministerium der Finanzen. 2003 wurde Homburg auf Vorschlag des Niedersächsischen Ministerpräsidenten Christian Wulff Mitglied der Föderalismuskommission I von Bundestag und Bundesrat, die eine Verfassungsänderung vorbereitete. Unter Wulff war er auch im Gespräch für den Posten des niedersächsischen Wissenschaftsministers. 2004 berief ihn Bundeskanzler Gerhard Schröder in den Rat für Nachhaltige Entwicklung der Bundesregierung. Neben diesen Gremientätigkeiten beriet Homburg deutsche Politiker individuell. Die Bundestagsfraktion Die Linke bezog sich in einer Anfrage an die Bundesregierung zu den Profiteuren der Bankenrettung ausdrücklich auf Homburg.
Von 2008 bis 2021 war Stefan Homburg zur Hälfte an der Prof. Homburg Steuerberatungsgesellschaft mbH beteiligt, deren Geschäfte seine Frau führte. Bis 2018 beriet er die Firma Rossmann und von 2005 bis 2021 den Aufsichtsrat der VGH Versicherungen.

## Finanz- und wirtschaftspolitische Positionen

### Finanzkrise 2008
Nach dem Zusammenbruch der Bank Lehman Brothers Ende 2008 sprach sich Homburg öffentlich sehr entschieden gegen Bankenrettungen und schuldenfinanzierte Konjunkturprogramme aus. Dabei nahm er eine Minderheitenposition ein, die er im Magazin Der Spiegel in einem Streitgespräch mit dem damaligen Vorsitzenden der Wirtschaftsweisen Bert Rürup verteidigte. In diesem Anfang 2009 geführten Gespräch erklärte er unter anderem „derzeit keine Krise erkennen“ zu können.

### Euro

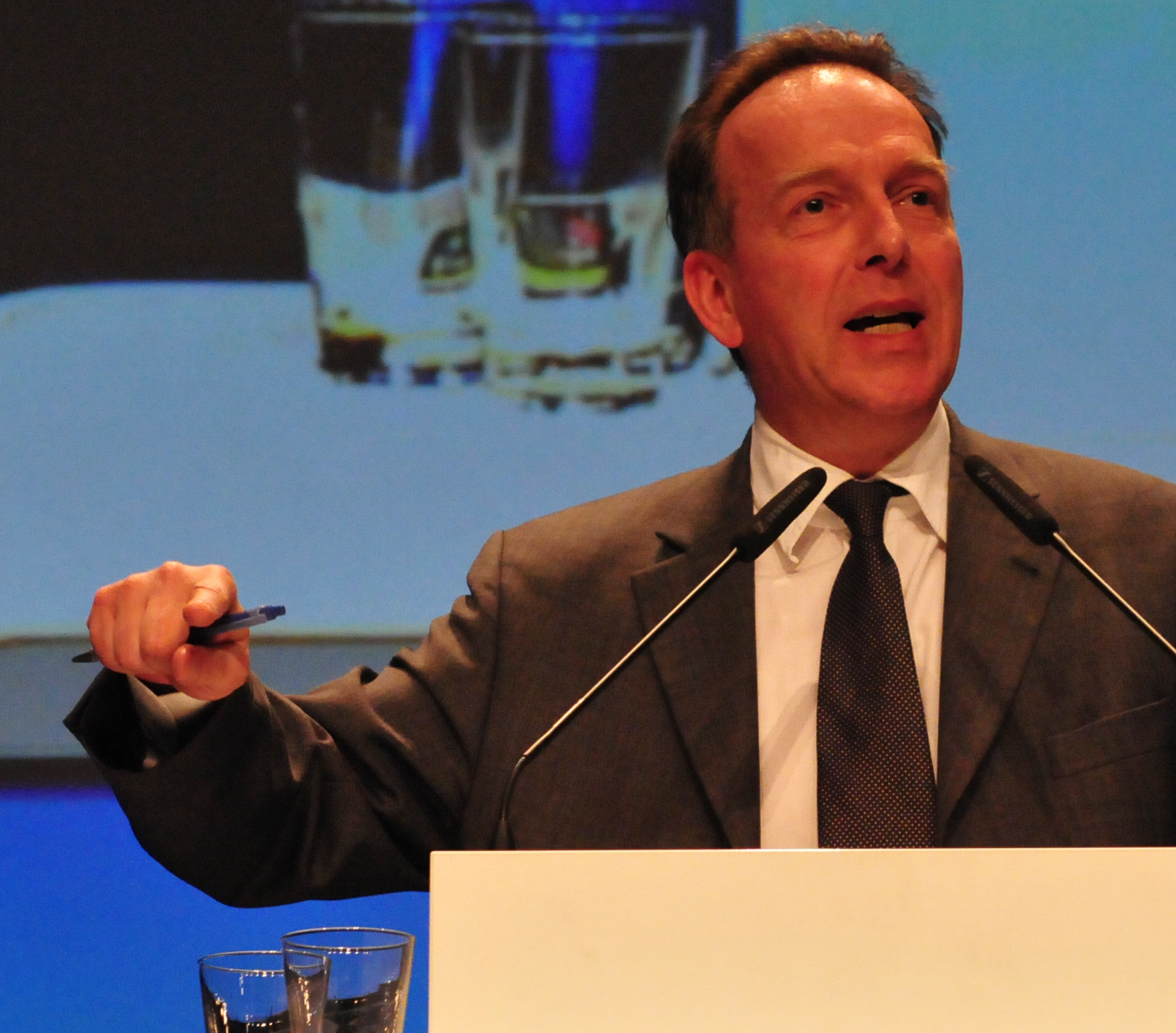
Stefan Homburg auf dem AfD-Bundesparteitag 2015 in Bremen

Nach 2011 warnte Homburg vor Gefahren des Euro, den er schon 1997 in mehreren Artikeln vehement abgelehnt hatte. Dabei zog er Parallelen zwischen den Problemen der Eurozone und den Währungsreformen von 1923 und 1948. Er gehörte 2012 auch zu den 172 Unterzeichnern des „Protestaufrufs der Ökonomen“. Seine Ansicht, die europäische Währungsunion werde keinen Bestand haben, vertrat er mehrfach. Homburg forderte, Deutschland solle den Euro aufgeben und keine weiteren Steuergelder an Gläubiger anderer Staaten zahlen.
Homburg war 2013 Gründungsmitglied der AfD-Vorläuferorganisation Wahlalternative 2013 und unterstützte auch die später von Bernd Lucke initiierte Partei Alternative für Deutschland (AfD) in ihrer Gründungsphase. Er erklärte dies damit, dass ihn die „Rechtsbrüche“ empörten, die nach seiner Ansicht in der Verletzung der Maastricht-Kriterien und der Nichtbeistands-Klausel vorlagen. Auf dem Bundesparteitag der AfD 2015 in Bremen hielt Homburg eine Rede zum Thema „Reform der Einkommensteuer“.
Beim „Geldpolitik Forum“ in Frankfurt 2019 warf er der EZB vor, sie verstoße „vollkommen offensichtlich gegen ihr Mandat“.

### ESM-Vertrag
Im Jahr 2012 behauptete Homburg, der ESM-Vertrag sei „evident verfassungswidrig“, weil er das Haushaltsrecht des Parlaments aushebele und damit gegen das Demokratieprinzip verstoße. Das Bundesverfassungsgericht urteilte hingegen 2014, dass der ESM-Vertrag verfassungskonform ist, verhängte aber Auflagen zur Haftungsobergrenze und zur parlamentarischen Mitwirkung, denen die europäischen Mitgliedsländer in einer zusätzlichen Erklärung zum Vertrag zustimmten.

### Marktwirtschaft
Homburg setzt sich für einen geringeren Einfluss des Staates ein. 2019 war er Unterzeichner einer Petition, die zum Ziel hatte die Marktwirtschaft ins Grundgesetz zu schreiben, damit eine „Planwirtschaft“ mit einer „Sozialisierung von Grund und Boden“ verhindert würde. Die Petition erhielt 2020 etwas mediale Aufmerksamkeit, weil mehrere der Unterzeichner sich besonders stark für die Lockerung des staatlichen Kontaktverbotes einsetzten, das im Zuge der COVID-19-Pandemie verhängt worden war.

### Klimawandel
Nach der akuten Phase der Coronapandemie äußerte Homburg sich auch verstärkt zum Klimawandel und leugnete diesen. Der Klimawandel sei „eine ähnliche Legende wie die ‘Coronapandemie’“.

## Kontroverse um Äußerungen zur COVID-19-Pandemie
Seit März 2020 äußerte sich Stefan Homburg in den Medien, auf YouTube und bei öffentlichen Demonstrationen zur COVID-19-Pandemie in Deutschland. Am 13. April 2020 veröffentlichte er das Diskussionspapier Effectiveness of Corona Lockdowns: Evidence for a Number of Countries. Laut seiner Darstellung sind die staatlichen Maßnahmen der Lockdowns in sieben Ländern zwischen zwei und acht Tagen nach dem Wendepunkt der Neu-Infektionen erfolgt. Dies sieht er als Evidenz dafür an, dass Länder mit dem Lockdown nicht besser durch die Pandemie gekommen seien als jene ohne. Am 15. April veröffentlichte Homburg in der Zeitung Die Welt den Meinungsartikel Warum Deutschlands Lockdown falsch ist – und Schweden vieles besser macht. Homburg wandte sich zunächst gegen die weitgehende Schließung der deutschen Volkswirtschaft vom 23. März 2020 und gegen den Beschluss vom 15. April 2020, den Lockdown im Wesentlichen fortzusetzen. Homburgs Ansicht zufolge sollte sich Deutschland am Vorbild Schweden orientieren, dessen Regierung keinen Lockdown verfügte. In einem YouTube-Interview mit Milena Preradovic vom 17. April 2020 bezog er sich zur Begründung seiner Position auf Zahlen des Robert Koch-Instituts und erklärte erneut, die politischen Maßnahmen seien unnötig und kaum wirksam.
In einem Correctiv-Faktencheck wurden die Aussagen von Homburg zur Corona-Krise als „teilweise falsch“ eingestuft; der Artikel von Correctiv berief sich dabei zum Teil auf Aussagen des Robert Koch-Instituts, die dieses per Mail übermittelt hatte. Auch verschiedene Wissenschaftler – u. a. vom Max-Planck-Institut für Dynamik und Selbstorganisation sowie die Ökonomen Rüdiger Bachmann, Sebastian Dullien und Jan Schnellenbach – widersprachen Homburgs Äußerungen und seiner Interpretation der Zahlen. Bachmann warf Homburg grobe methodische Fehler vor. Homburg hatte in dem Preradovic-Interview außerdem geäußert, die Bundesregierung sei insgeheim der gleichen Meinung wie er, und dass die „Eliten […] um den wahren Sachverhalt“ wüssten. Auch Bundesgesundheitsminister Spahn wisse, dass das „Ganze […] überhaupt nicht gefährlich“ sei.
Ende April 2020 rückte Homburg die Bundesregierung in die Nähe einer Diktatur und erklärte, „Wir haben jetzt hier eine Art chinesisches Politikmodell“. Der Süddeutschen Zeitung bestätigte er auf Nachfrage, dass er die Einschätzung „Faschismus“ teile, die von einem Besucher der Demo als Reaktion auf seine Rede gerufen wurde. In verschiedenen Reden schürte er auch Furcht vor Impfungen und mutmaßte, der COVID-19-Ausbruch könnte Folge einer Impfkampagne in Norditalien sein. Er hielt es ebenfalls für sicher, dass es zu Zwangsimpfungen gegen das Corona-Virus kommen werde. Die von Medizinern inzwischen empfohlenen Schutzmasken bezeichnet er als „Sklaven-Masken, mit denen die Bevölkerung psychisch niedergehalten werden soll“.
Homburg nahm an Demonstrationen gegen die Coronavirus-Schutzmaßnahmen teil. Am 9. Mai 2020 trat er in Stuttgart als Redner auf einer unter anderem von Anhängern von Verschwörungsmythen besuchten Demo gegen die COVID-19-Einschränkungen auf, bei der auch Ken Jebsen sprach. Dort erklärte er, dass Wissenschaftler, die die Regierung zur Pandemie berieten, „weitgehend korrumpiert“ seien, und behauptete, seit der Ausbreitung des Corona-Virus verstehe er nun besser, was 1933 bei der Machtergreifung geschehen sei. Zudem nannte er dort die vom Robert Koch-Institut produzierten Statistiken „Lügen“ und bezeichnete die Virologen Christian Drosten und Alexander Kekulé als „verhaltensauffällig“. Einige Tage später nahm er Bezug auf seinen Vergleich mit 1933 und bekräftigte auf Twitter: „Das hier IST 1933“. Zudem stellte er die Frage nach einer „Bundeskristallnacht“, eine Anspielung auf die antijüdischen Novemberpogrome 1938 im nationalsozialistischen Deutschen Reich.
Der Journalist Bastian Brinkmann schrieb in einem Süddeutsche Zeitung-Artikel vom 14. Mai: „Wilde Behauptungen, keine Belege.“ Er attestierte ihm eine „selektive Wiedergabe von Informationen“; dies sei ein „typisches Mittel“ zur Verbreitung von Verschwörungsmythen. Homburg selbst sei zwar „kein ungehobelter Covidiot, keiner von denen, die die ganze Corona-Krise für eine irre Verschwörung halten“, er trete aber vor ihnen auf. Wie in „vielen Verschwörungsbeiträgen“ mische Homburg zudem „unbelegte Vorwürfe mit legitimen Kritikpunkten und Abwägungen“. Zuvor hatte Homburg u. a. die aktuelle Situation in Deutschland mit der Anfangszeit des Nationalsozialismus und die NS-Propaganda vom „Volk ohne Raum“ mit den „Schauergeschichten über Corona“ verglichen sowie von einer „Scheinvielfalt der Talkshows“ gesprochen.
Der Journalist und Kulturhistoriker Dieter Schnaas urteilte Mitte Mai 2020 in der Wirtschaftswoche, dass Homburgs „Regierungskritik eskaliert“ sei „und das, was einmal diskutabel war an Homburgs ‚Kritik‘, [...] der Ökonom Jan Schnellenbach bereits mustergültig destruiert“ habe.
Am 23. Mai 2020 wurde bekannt, dass Homburg Studenten, die einen Protestbrief zu seinen Thesen zum Lockdown auf seiner Vorlesungsplattform hochgeladen hatten, von seiner Online-Vorlesung „Öffentliche Finanzen“ ausgeschlossen hatte. Er begründete dies damit, dass die Studenten damit auf der Lernplattform „vandaliert“ hätten. Er habe vorher mitgeteilt, dass es dort ausschließlich um das Vorlesungsthema gehen solle. Den Studierenden würde das Lehrmaterial zugeschickt. Als Reaktion auf den Ausschluss erklärte die Leibniz-Universität Hannover, den Vorfall zu prüfen. Am 25. Mai veröffentlichten Senat, Präsidium und Hochschulrat der Universität Hannover eine gemeinsame Erklärung. Wegen der Wissenschaftsfreiheit und der freien Meinungsäußerung sähen sie „keine rechtliche Möglichkeit“, gegen Homburg vorzugehen. Zugleich distanzierten sie sich aber dezidiert von Homburgs Äußerungen, insbesondere in Bezug auf dessen Tweet, in dem er heutige Verhältnisse mit 1933 gleichgesetzt hatte. Das sei „eine unerträgliche Verharmlosung der Geschehnisse im Jahr 1933“. Gegenüber der Süddeutschen Zeitung teilte Homburg mit, er habe „niemals Parallelen zur nationalsozialistischen Diktatur gezogen“, sondern beziehe sich auf „Gefahren wie in der Spätphase der Weimarer Republik“.
Nachdem der SPD-Gesundheitsexperte Karl Lauterbach sowie die Virologin Melanie Brinkmann gegen sie gerichtete aggressive Anfeindungen öffentlich gemacht hatten, schrieb Homburg im Februar 2021 auf Twitter, beide seien „zentrale Treiber der Laborpandemie“ und würden jetzt „jammern über Drohungen“. „Faktenfreie Panikmache“, so Homburg, erzeuge „Hass bei den Opfern, klar“.
Beiträge zur Pandemie veröffentlichte Homburg unter anderem auf Tichys Einblick und im Blog Die Achse des Guten. Im Juni 2023 stand Homburg in Koblenz bei einer Veranstaltung der Werteunion gemeinsam mit Hans-Georg Maaßen auf der Bühne. Das Thema lautete: „Drei Jahre Coronakrise – Aufarbeiten statt Abhaken!“ Zudem nahm er im November 2023 als Experte am sogenannten „Corona-Symposium“ der AfD-Bundestagsfraktion teil.

## Äußerung zu neuen Ansätzen der Krebstherapie
2024 schrieb Homburg, er wolle lieber Krebs als die Impfung von Biontech gegen Krebs. Diese Äußerung führte zu scharfer Kritik von an Krebs Erkrankten sowie Menschen, die Angehörige durch Krebs verloren haben.

## Mitgliedschaften
Homburg ist Gründungsmitglied und war laut Impressum bis Oktober 2021 Mitglied des Vorstands und Kassenwart des Vereins Mediziner und Wissenschaftler für Gesundheit, Freiheit und Demokratie e. V. (MWGFD) mit Sitz in Passau, der sich kontrovers zu wissenschaftlichen Erkenntnissen positioniert.

## Schriften (Auswahl)
- mit Bernhard Felderer: Makroökonomik und neue Makroökonomik. Springer, Berlin 1984; englische Ausgabe: Macroeconomics and new macroeconomics. Springer, Berlin 1987.
- Theorie der Alterssicherung. Springer, Berlin/Heidelberg 1988.
- Efficient Economic Growth. Springer, Berlin/Heidelberg 1992.
- Steuerrecht für Ökonomen. Vahlen, München 1996.
- Übungsbuch Makroökonomik. Springer, Berlin 1999, 4., verb. Aufl. (1. Aufl. 1989, mit Bernhard Felderer).
- Allgemeine Steuerlehre. 7. Auflage Verlag Vahlen 2015, ISBN 978-3-8006-4922-8.
- A Study in Monetary Macroeconomics. Oxford University Press 2017, ISBN 978-0-19-880753-7.